# Fotobiont
Fotobiont je fotosyntetizující část lišejníku. Bývá to v 90% řasa a pak je zvána fykobiont, v ostatních případech je to sinice, někdy nazývaná cyanobiont. Rolí fotobionta je díky fotosyntéze vytvářet organické látky, jimiž se vyživuje i mykobiont, tedy druhá (houbová) část lišejníku. 